# Selenarctia pseudelissa
Selenarctia pseudelissa är en fjärilsart som beskrevs av Paul Dognin 1902. Selenarctia pseudelissa ingår i släktet Selenarctia och familjen björnspinnare. Inga underarter finns listade.